# 그랜트 우드

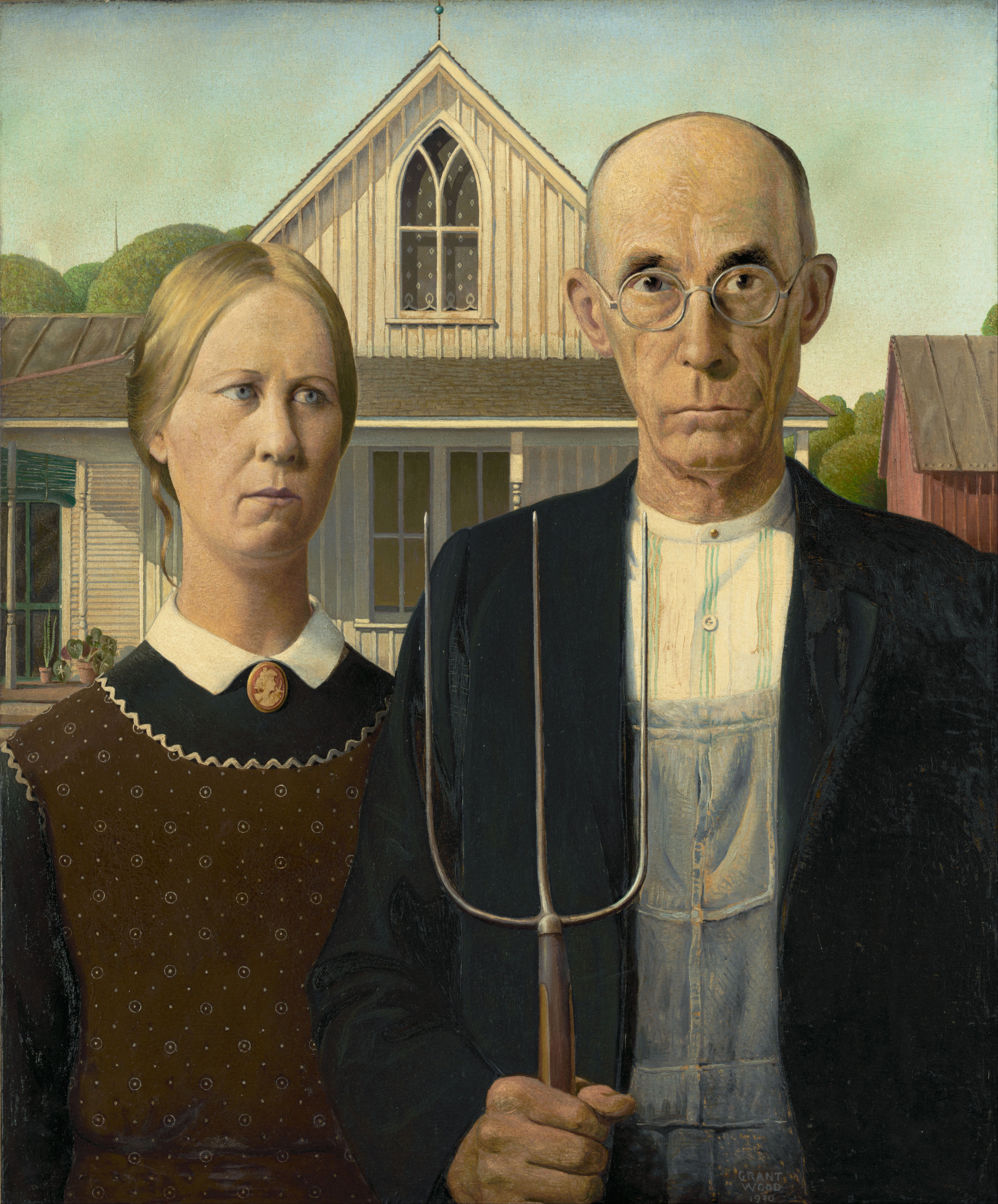
그랜트 우드, 《아메리칸 고딕》(1930)

그랜트 데볼슨 우드(Grant DeVolson Wood, 1891년 2월 13일 - 1942년 2월 12일)는 미국의 화가이다. 1930년대 미국의 전개된 중서부 지방주의 미술운동을 대표하는 인물이다. 《아메리칸 고딕》(1930)이 잘 알려져 있는 작품이다. 우드는 어린 시절부터 죽을 때까지 활발한 화가였고, 그림으로 가장 잘 알려져 있지만 석판, 먹, 목탄, 도자기, 금속, 나무, 그리고 물건을 찾는 것을 포함한 많은 매체에서 일했다.
평생 동안 그는 안정적인 수입원으로 아이오와에 본사를 둔 많은 사업체를 두었다. 여기에는 그림 광고, 홍보 전단지를 위한 빈소 스케치 방, 호텔 식당용으로 옥수수를 테마로 한 장식품(상들리에 포함) 디자인 등이 포함됐다. 그의 작품 《아메리칸 고딕》(1930)은 미국의 미술 작품 중에서 매우 잘 알려져 있다.